# Ermengarde van Maine
Ermengarde van Maine, ook bekend als Ermengarde de la Flèche, (circa 1096 - 15 januari of 12 oktober 1126) was van 1110 tot aan haar dood gravin van Maine. 

## Levensloop
Ermengarde was de dochter en erfgename van graaf Eli I van Maine uit diens huwelijk met vrouwe Mathilde van Château-du-Loir. Na de dood van haar vader in 1110 werd ze gravin van Maine en vrouwe van Château-du-Loir.
Een jaar eerder, in 1109, huwde ze met graaf Fulco V van Anjou (1091-1143), waardoor Maine onder de controle kwam van het huis Anjou. Ze kregen volgende kinderen:
- Mathilde (1110-1154), huwde in 1119 met William Adelin, zoon en erfgenaam van koning Hendrik I van Engeland. Nadat die verdronk bij het vergaan van het White Ship, werd ze na verloop van tijd zuster en later abdis in de Abdij van Fontevraud
- Sybille (1105-1167), huwde in 1123 met hertog Willem III van Normandië en daarna in 1139 met graaf van Vlaanderen Diederik van de Elzas
- Godfried V (1113-1151), graaf van Anjou
- Eli II (overleden in 1151), graaf van Maine

Ermengarde van Maine stierf in het jaar 1126. Haar overlijdensdatum wordt betwist: ofwel overleed ze op 15 januari, ofwel op 12 oktober. Na haar dood liet haar echtgenoot Fulco het bestuur van zijn landerijen, ook die van Ermengarde, over aan hun oudste zoon Godfried V en vertrok hij naar Palestina. In 1129 huwde hij er met Melisende, dochter van koning Boudewijn II van Jeruzalem. Na diens dood in 1131 werden Fulco en Melisende koning en koningin van Jeruzalem.

## Voorouders
| Voorouders van Ermengarde van Maine (1096-1126) | Voorouders van Ermengarde van Maine (1096-1126)             | Voorouders van Ermengarde van Maine (1096-1126)             | Voorouders van Ermengarde van Maine (1096-1126)             | Voorouders van Ermengarde van Maine (1096-1126)             | Voorouders van Ermengarde van Maine (1096-1126)             | Voorouders van Ermengarde van Maine (1096-1126)             | Voorouders van Ermengarde van Maine (1096-1126)             | Voorouders van Ermengarde van Maine (1096-1126)             |
| ----------------------------------------------- | ----------------------------------------------------------- | ----------------------------------------------------------- | ----------------------------------------------------------- | ----------------------------------------------------------- | ----------------------------------------------------------- | ----------------------------------------------------------- | ----------------------------------------------------------- | ----------------------------------------------------------- |
| Overgrootouders                                 | Lancelin I de Beaugency (1028-1044) ∞ ? (-)                 | Lancelin I de Beaugency (1028-1044) ∞ ? (-)                 | Herbert I van Maine (990-1036) ∞ ? (-)                      | Herbert I van Maine (990-1036) ∞ ? (-)                      | ? (-) ∞ ? (-)                                               | ? (-) ∞ ? (-)                                               | ? (-) ∞ ? (-)                                               | ? (-) ∞ ? (-)                                               |
| Grootouders                                     | Jan van Beaugency (1136-1189) ∞ Paula van Maine (-)         | Jan van Beaugency (1136-1189) ∞ Paula van Maine (-)         | Jan van Beaugency (1136-1189) ∞ Paula van Maine (-)         | Jan van Beaugency (1136-1189) ∞ Paula van Maine (-)         | Gervais II van Château-du-Loir (1030-1095) ∞ ? (-)          | Gervais II van Château-du-Loir (1030-1095) ∞ ? (-)          | Gervais II van Château-du-Loir (1030-1095) ∞ ? (-)          | Gervais II van Château-du-Loir (1030-1095) ∞ ? (-)          |
| Ouders                                          | Eli I van Maine (1060-1110) ∞ Mathilde van Loir (1055-1099) | Eli I van Maine (1060-1110) ∞ Mathilde van Loir (1055-1099) | Eli I van Maine (1060-1110) ∞ Mathilde van Loir (1055-1099) | Eli I van Maine (1060-1110) ∞ Mathilde van Loir (1055-1099) | Eli I van Maine (1060-1110) ∞ Mathilde van Loir (1055-1099) | Eli I van Maine (1060-1110) ∞ Mathilde van Loir (1055-1099) | Eli I van Maine (1060-1110) ∞ Mathilde van Loir (1055-1099) | Eli I van Maine (1060-1110) ∞ Mathilde van Loir (1055-1099) |